# Linia kolejowa Wolkramshausen – Erfurt
Linia kolejowa Wolkramshausen – Erfurt – niezeltryfikowana, jednotorowa linia kolejowa w Niemczech, w kraju związkowym Turyngia, która została pierwotnie zbudowana i eksploatowana przez Nordhausen-Erfurter Eisenbahn-Gesellschaft. Linia biegnie z Wolkramshausen na linii Halle – Hann. Münden i przebiega przez Sondershausen i Straußfurt do Erfurtu.